# Alexandra Domínguez
Alexandra Domínguez (Concepción, Chile, en 1956), pintora, poetisa y grabadora española y chilena.

## Biografía
Alexandra Domínguez nació el 30 de septiembre de 1956 en Concepción, Chile. Su vocación artística fue temprana y estuvo influida por su entorno familiar. Su padre, vecino, compañero de estudios y amigo de Violeta y Nicanor Parra, y su madre, con quien aprendió a modelar arcilla en un taller de su ciudad natal, la iniciaron en la poesía y en las artes plásticas, respectivamente. 
Realizó sus estudios primarios en el Colegio Inglés St. John’s y los secundarios en el Liceo Francés Charles de Gaulle. Su temprana exposición a la literatura francesa e inglesa influirá en toda su carrera. En 1974 viajó a Madrid para estudiar en la Facultad de Ciencias de la Información de la Universidad Complutense de Madrid y en la Real Academia de Bellas Artes de San Fernando. Dos años más tarde se trasladó a Barcelona en donde prosiguió sus estudios en Ciencias de la Información, obteniendo la licenciatura en Periodismo. Asimismo, continuó sus estudios en la Real Academia de Bellas Artes de Sant Jordi en Barcelona.
En 1982 regresó a Concepción en donde realizó su primera exposición individual de pintura, ejerciendo a la vez el periodismo en radio y televisión, actividad profesional que abandonó para dedicarse por completo al arte. En 1989 obtuvo el Gran Premio Nacional Salón Sur de Pintura por su díptico “El mar de la utopía”. Ese mismo año regresó a España, ciudad donde reside desde entonces. Ha realizado exposiciones individuales y colectivas en Chile, Ecuador, Argentina, Estados Unidos, España, Francia, Noruega, Finlandia, Alemania e Italia obteniendo varias distinciones y siendo su obra gráfica catalogada en numerosos certámenes internacionales.
En el campo de la poesía, en 1996 obtuvo el Premio de Poesía Bilakaeta, País Vasco, por su poema “El loro de Flaubert dice este no es un poema de Keats”. El año 2000 recibió el Premio Hispanoamericano de Poesía Juan Ramón Jiménez por su libro “La conquista del aire”. El año 2006 obtuvo el XIV Premio de Poesía Rincón de la Victoria por su libro “Poemas para llevar en el bolsillo”.

## Pensamiento artístico según la autora
“No existe mayor razón que justifique la ética del presente que su multiplicación en las estéticas del porvenir. He asumido el desconocer, el de ignorar ciertos discursos de saber como resistencia a la voluntad objetiva del conocimiento artístico. Mi acercamiento es la visión, el desafío de lo real desde la construcción de otro imaginario del mundo. Mi necesidad, en términos de desafío a la carencia, sigue siendo como desde un principio, lo desconocido, el deseo de lo desconocido, la mirada capaz de inventar un mapa espiritual para aquellos que en el aire, aún vagan sin tener la casa de sus revelaciones, la dignidad de sus conjuros, la aplazada deuda de su felicidad, sobre la Tierra. 
El color, he pensado alguna vez, es la ilusión de un recolector de mitos. En cierta forma puede que no sea más que el oficio del mar el oficio del azul, ni otro que el rojo el oficio de las manzanas, como no es el negro sino para la unánime dimensión de la muerte. Lo trágico no es el ocre amarillo que perdura desde los ritos del hombre de las cavernas iluminando a las civilizaciones del arco iris. Lo trágico es la ausencia de la luz y la penumbra de las épocas de sus sucesores. Pongo color donde está lo sagrado, pigmento donde resucitará la ceniza. Tengo la misma fe en el verde que en los árboles, semejante alianza con la vibración mágica de la obsidiana y el negro. Manías elegidas en el cultivo de la contemplación. Semillas que echan sus raíces en el sueño.”

## Exposiciones individuales por año
- Instituto Chileno Norteamericano de Cultura, Concepción, Chile. Sala de Arte Municipal de Valdivia, Chile. Sala de Arte Municipal de Osorno, Chile. Sala de Arte Municipal de Puerto Montt, Chile. 1985.
- Museo de Linares. Sala Viña del Mar, Chile. Instituto Cultural de Las Condes. Santiago de Chile, Chile. 1986.
- Instituto Chileno Francés de Cultura, Concepción, Chile. 1987.
- Instituto Chileno Francés de Cultura, Concepción, Chile. Instituto Chileno Francés de Cultura, Santiago de Chile, Chile. 1988
- Galería Brita Prinz, Madrid, España, 1992.
- Galería Siena, Ponferrada, provincia de León, España, 1994.
- Galería El Caballo Verde, Concepción, Chile, 1995.
- Galería Brita Prinz, Madrid, España. Instituto Chileno Norteamericano de Cultura, Concepción, Chile. Pinacoteca de la Universidad de Concepción, Chile. 1996.
- Galería Siena, Ponferrada, Castilla y León, España, 1997.
- Galería Fontanar, Riaza, provincia de Segovia, Castilla y León, España, 1998.
- Universidad Internacional de Andalucía, Huelva, España, 2000.
- Fundación Luis Seoane, La Coruña, Galicia, España, 2001.
- Sala Andes, Concepción, Chile. Galería Fontanar, Riaza, provincia de Segovia, Castilla y León, España. 2002.
- Centro Internacional de la Estampa Contemporánea, Betanzos, La Coruña, Galicia, España, 2003.
- Galería Samuel, Valladolid, Castilla y León, España, 2004.
- Galería El Caballo Verde, Concepción, Chile, 2005.
- Museo Nacional de Bellas Artes, Santiago de Chile, Chile. Pinacoteca de la Universidad de Concepción, Chile. Galería Armaga, León, España. 2006
- Galería Surazo, Osorno, Chile. Casa Fuerte Bezmiliana, Rincón de la Victoria, Málaga, España. Galería Fontanar, Riaza, provincia de Segovia, Castilla y León, España. Escuela de Arte, Mérida, provincia de Badajoz, Extremadura, España. 2007.
- Galería Cuatrodiecisiete, Madrid, España. 2008.

## Participación en algunas exposiciones colectivas por año
- Salón del Mar, Talcahuano, Chile. Instituto Chileno Británico de Cultura, Concepción, Chile. Sala de Arte del CEFA (Centro de Expresión y Formación Artística), Concepción, Chile. 1985.
- Galería Praxis, Santiago, Chile. “La mujer en las Artes Plásticas”, Sala de Arte del CEFA, Concepción, Chile. “El Hombre visto por la Mujer”, Sala de Arte del CEFA, Concepción, Chile. Salón Nacional de Pintura “Visión de Palestina”, Centro Palestino, Santiago, Chile. Pinacoteca de la Universidad de Concepción, Chile. 1986.
- Sala de Arte Municipal, Concepción, Chile. “Palestina vista por Chile”, Centro Palestino, Santiago de Chile. 1987
- “Chile Crea”, Instituto de la Mujer, Concepción, Chile. 1988.
- Pinacoteca de la Universidad de Concepción, Chile. Museo Nacional de Bellas Artes, Santiago de Chile, Chile. Sala El Farol, Universidad de Valparaíso, Chile. Sala de Arte Caja de Ahorros de León, España. 1989.
- Galería Brita Prinz, Madrid. “Balconadas”, Betanzos, provincia de La Coruña, Galicia, España. DONART 90, Sala de Arte del Ayuntamiento de Barcelona, Cataluña, España. 1990.
- Galería Brita Prinz, Madrid. Sala de Arte Caja España, Ponferrada, provincia de León, Castilla y León, España. 1991.
- 500 Jare Kolionalismus, Kunstausstellung, Alemania. Academia de Bellas Artes Santa Cecilia, Puerto de Santa María, provincia de Cádiz, Andalucía, España. DONART 92, Sala de Arte del Ayuntamiento de Barcelona, Cataluña, España. Galería Fontanar, Madrid, España. Soho Graphic Arts Workshop, Nueva York, EE. UU. Galería Forum, Gerona, Cataluña, España. Sala de Arte Caja España, Ponferrada, provincia de León, España. “Gráfica contemporánea”, Galería Mainel, Burgos, Castilla y León, España. 1992.
- Donart 93, Sala de Arte del Ayuntamiento de Barcelona, Cataluña, España. Galería Brita Prinz, Madrid, España. Galería “G“, Helsinki, Finlandia. 1993.
- Galería Fontanar, Madrid, España. “In memoriam Pablo Neruda”, Galería Duna, Barcelona, Cataluña, España. 1994.
- Museo Pablo Gargallo, Zaragoza, Aragón, España. Museo Pío V, Valencia, España. Fundación Rodríguez Acosta, Granada, Andalucía, España. Museo de Bellas Artes de Bilbao, País Vasco, España. Sala Provincia, Diputación de León, España. “Pablo Neruda: una escritura, dos mundos”, Sala de Arte del Ayuntamiento de Barcelona, Cataluña, España. I Trienal de Arte Gráfico “La estampa contemporánea”, Sala de Caja de Asturias, Oviedo, España. “Grabado Leonés Contemporáneo”, Sala Provincia de la Diputación de León, España. 1995.
- Feria Internacional de Grabado “Estampa 96”, Madrid, España. Museo del Grabado Español Contemporáneo de Marbella, provincia de Málaga, Andalucía, España. 1996.
- Galería El Caballo Verde, Concepción, Chile. Sala de Exposiciones del Instituto de Cooperación Iberoamericana, Santiago de Chile. Centro Gallego de Arte Contemporáneo, Santiago de Compostela, provincia de La Coruña, Galicia, España. Centro de Arte Contemporáneo Borges, Buenos Aires, Argentina. 1997.
- Art Buyers Caravan, Atlanta, Estados Unidos. Art Expo Nueva York, Estados Unidos. Fundación Guayasamín, Quito, Ecuador. 1998.
- Art Expo New York, Estados Unidos. Art Buyers Caravan, Atlanta, Estados Unidos. Art Expo Philadelphia, Filadelfia, Pensilvania, Estados Unidos. 1999
- Calcografía Nacional, Madrid. Museo de Navarra, Pamplona, España. Universidad de Cantabria, Santander, España. Art Buyers Caravan, Atlanta, Estados Unidos. Sala de Arte del Ayuntamiento de Logroño, La Rioja, España. Museu d’art Jaume Moreda, Lérida, Cataluña, España. Feria Internacional de Grabado Estampa, Madrid. 2000.
- Art Expo Nueva York, Estados Unidos. Birmingham Fair, Reino Unido. 2001.
- Galería El Caballo Verde, Concepción, Chile. Decor Expo Atlanta, Estados Unidos. VII Bienal Internacional de Grabado Caixa Ourense, Sala de Caixa Nova, Orense, Galicia, España. 2002.
- De Arte, Feria de Galerías Españolas. Decor Expo Atlanta, Estados Unidos. Feria Internacional de Grabado Estampa, Madrid. 2003.
- Feria Internacional de Grabado Estampa de Madrid. Galería Arco, Oslo, Noruega. Galería La Daurade, Toulouse, Francia. 2004.
- Feria Internacional de Grabado Estampa, Madrid. XVIII Premio de Grabado Máximo Ramos, Consello de Ferrol, provincia de La Coruña, Galicia, España. Sala de Exposiciones A Estrada, Pontevedra, Galicia, España. Saca 2005, Italia. 2005.
- Galería 17, Madrid, España. 2006.
- Atelier Westfallenhutte, Dortmund, Alemania. Sala de Exposiciones del Centro Cultural y Sala de Exposiciones del Centro Social de Caixanova, Vigo, Pontevedra, Galicia, España. Sala de Exposiciones de Caixanova, A Estrada, Pontevedra, Galicia, España. Sala de Exposiciones de Porto, Ferrol, provincia de La Coruña, Galicia, España. Sala de Exposiciones Ángel Botello-Casa da Cultura, Cangas, provincia de Pontevedra, Galicia, España. 2007.
- Commerzbank Gevelsberg, Alemania. Sala de Arte Mateo Injurria, Córdoba, Andalucía, España. “La palabra pintada”, Sala de arte del Club de Golf, Rancagua, Chile. 2008.

## Libros de poesía publicados
- “La conquista del aire”. Colección de Poesía de la Fundación Juan Ramón Jiménez, Huelva, 2000.
- “Poemas para llevar en el bolsillo”, Editorial Renacimiento, Sevilla, 2006.
- “La Conquista del aire y Poemas para llevar en el bolsillo”, Editorial Cuarto Propio, Santiago de Chile, 2008.

- “Latitudes Extremas, doce poetas chilenas y noruegas”, selección de Gonzalo Rojas e Inger Elisabeth Hansen. Edición bilingüe castellano-noruego. Editorial Tabla Rasa, Madrid, España, 2003.

## Premios
- Gran Premio Nacional de Pintura Salón Sur, Concepción, Chile, 1989.
- Premio Hispanoamericano de poesía Juan Ramón Jiménez por su libro “La conquista del Aire”, 2000.
- Premio de Poesía Rincón de la Victoria In Memoriam Salvador Rueda por su libro “Poemas para llevar en el bolsillo”, 2006.

## Recepción crítica
De ella ha escrito Gonzalo Rojas: “Alexandra Domínguez apuesta a ver y ve, como difícilmente. Allí está ese texto estremecedor: El poeta es un asunto allí en lo invisible. Palabra necesaria, lo que se llama necesaria. Pego el oído fino y oigo tierra de Dios. Loado sea cuanto escribe”.
De su libro “Poemas para llevar en el bolsillo” Pablo García Baena ha dicho: “Es un libro sorprendente en todos los sentidos, donde se funda su diálogo irremplazable y una tensión siempre dramática entre la cotidianidad y lo extraordinario, la relación maravillosa entre los sucesos de la vida y el mundo de la imaginación como una inmersión en lo desconocido”.

## Reseñas críticas
- Diario El Sur, Concepción, Chile. Premio de pintura Salón Sur. Marzo de 1989.
- Diario El País. Suplemento cultural Babelia. “Tres nuevas voces”. Manuel Rico. 18 de noviembre de 2000
- Diario El País. Suplemento cultural Babelia. “La memoria invisible de las palabras.” José María Barrera. 2 de septiembre de 2000.
- Diario El Mercurio, Santiago de Chile. “La conquista del aire”. 24 de febrero de 2001
- Diario de León. “Cuando las manos del poeta eran dos aviones de Hélice”. José Enrique Martínez. Marzo de 2001.
- Punto de las Artes. Exposición de pintura. 21 de noviembre de 2002.
- Diario El Sur, Concepción, Chile. Entrevista. 24 de marzo de 2002
- Diario de León: “El asombro es un rumor tras la puerta de los artesanos.” José Enrique Martínez. 17 de diciembre de 2006.
- Diario de León: Exposición de pintura. Victoriano Crémer. 17 de octubre de 2006.
- Catálogo para el Museo Nacional de Bellas Artes de Santiago de Chile. Miguel Ángel Muñoz Sanjuán. "Éxtasis del trazo". Marzo de 2006.
- Diario ABC, Suplemento cultural ABCD: “Iluminaciones.” Luis García Jambrina. 30 de julio de 2007.
- Diario El País. Suplemento cultural Babelia. “Prodigios Diarios.” Manuel Rico. 28 de abril de 2007.
- Catálogo para exposición en la Escuela de Arte de Mérida, España. José María Parreño. "Fruta atormentada por la palabra pájaro". Octubre de 2007.
- Diario de León. Ester Folgueral. 15 de mayo de 2008.